# Time management
Time management je sadou postupů, doporučení a nástrojů pro plánování času, obvykle za účelem zvýšení efektivnosti využití času. Time management v současnosti zahrnuje širokou škálu aktivit mezi které patří plánování, přidělování, stanovení cílů, delegování, analýza stráveného času, monitorování a stanovení priorit. Zpočátku bylo hospodaření s časem využíváno jen pro obchodní nebo pracovní činnosti, ale postupem času se tento obor z důvodu narůstajících nároků na život rozšířil i do osobních aktivit.

## Kategorizace
Na základě práce Stephena Coveyho lze rozdělit způsoby plánování do několika generací.
- První generace: Upomínky na určitý čas pomocí alarmů (hodinky, počítač). Převážně se používá na upozornění před provedením nějakého úkolu.
- Druhá generace: Plánování pomocí kalendáře nebo diáře; zahrnuje i stanovení cílů.
- Třetí generace: Tento přístup znamená strávit nějaký čas stanovením hodnot a priorit. Pro přípravu je nutné plánování, stanovení priorit a následně vlastní řízení pomocí osobního organizéru, počítače nebo PDA.
- Čtvrtá generace: Je zefektivněním všech z výše uvedených nástrojů. Zavádí cíle a role jako kontrolní prvek systému a preferuje důležité úkoly nad těmi naléhavými.[1][2]

## Time management
Strategie Time managementu by měla vždy začít stanovením osobních cílů. Tyto cíle by měly být zaznamenány a mohou být rozděleny do řízení projektů, akčních plánů, nebo jednoduchých seznamů úkolů. Pro jednotlivé úkoly či cíle může být následně stanovena důležitost a mohou být také nastaveny lhůty. Výsledkem tohoto procesu je plán se seznamem úkolů, rozvrh nebo kalendář aktivit. Lze si také stanovit denní, týdenní, měsíční plánovací období spojené s různými hodnoceními. To se provádí různými způsoby, a to takto.

### Seznam úkolů
Seznam úkolů (také v angličtině známý výraz to-do list) je seznam činností, aktivit a věcí, který by měl být podle autora splněn. Jedná se o nástroj, který slouží jako alternativa nebo doplněk k paměti. Pokud je jednotlivá položka ze seznamu splněna, je tato položka označena nebo vyškrtnuta. Tradičním zvykem je psát si takový seznam na kousek papíru obvykle z poznámkového sešitu. V současné době existuje spousta elektronických ekvivalentů, kde je možné takový seznam nalézt a aktivně ho používat (PDA, Mobil, PC).

#### Organizace seznamu úkolů
K organizaci úkolů slouží v dnešní době spousta nástrojů. Originálním řešením pak může být propojení klasického diáře s motivačním nástrojem. Seznamy úkolů jsou často odstupňovány. Nejjednodušší systém obsahuje obecný seznam, který zaznamenává všechny úkoly, které člověk potřebuje v daném čase dosáhnout. Dále z obecného lze přejít na denní seznam, který je vytvořen každý den přenesením úkolů z obecných úkolů.
Přidělení důležitosti:
- Na základě zkušenosti lze jednotlivým položkám v seznamu přidělit určitou prioritu. Jedním z prvních kdo navrhl metodu "ABC" důležitosti byl Alan Lakein. V jeho systému značí "A" položku s velkou důležitostí, "B" je důležitá položka a "C" je nejnižší důležitost.[4]

- Specifickým využitím ABC metody je [5] přiřazení "A" úlohy která má být zpracována během dne, "B" během týdne a "C" během měsíce.

- Dalšími velmi rozšířenými systémy jsou
  - seřazení položek seznamu v pořadí od největší priority, nebo
  - očíslování všech položek v seznamu, kde "1" značí nejvyšší prioritu a "2" druhou nejvyšší prioritu. Tento seznam následně udává, v jakém pořadí vykonávat jednotlivé úkoly. Posledně jmenovaný systém bývá povětšinou nejrychlejší a umožňuje rychlé zpracování.[3]

- Úplně jiný přístup, který se staví proti nastavení důležitosti naznačil britský autor Mark Forster. Jeho myšlenka je založena na uzavřeném seznamu úkolů, ve které naznačuje, že nekonečný seznam s určitostí znamená, že některý úkol bude vynechán a nedokončen. Jeho přístup tak staví na tom, že by měl být celý seznam splněn tentýž den, a u položek, které nebyly dokončeny, by se mělo zjistit, kde byla chyba a co je potřeba změnit.[6]

### Softwarové aplikace
Moderní softwarové aplikace mají vestavěné moduly pro zpracování úkolů  a mohou podporovat množství metod pro filtrování a řazení seznamu úkolů. Mezi dalšími funkcionalitami může také být dynamické určování aktuálních úkolů, které se mají právě zpracovávat. Spousta takových programů dokonce podporuje řízení úkolů pro více uživatelů. Jedna osoba tak může dalším lidem zadávat úkoly.. Seznam úkolů může být také součást nějakého jiného nástroje, jakým je například Správce osobních informací nebo Správce projektů.

## Techniky pro nastavení priorit
Existuje několik technik pro nastavení priorit. Mezi nejznámější patří ABC analýza a Paretova analýza.

### ABC analýza
Tato technika se využívala pro kategorizaci do skupin. Tyto skupiny jsou často označeny písmeny A, B a C. Úkoly jsou následně označovány podle následujících kritérií:
- A – Úlohy, které jsou vnímány jako naléhavé a důležité,
- B – Úlohy, které jsou důležité ale nenaléhavé,
- C – Úlohy, které nejsou naléhavé ani důležité.

Každá skupina je následně seřazena podle priority. ABC analýza může mít více než tři skupiny, které vyplývají z jejího označení.
ABC analýza je běžně kombinována s Paretovou analýzou.

### Paretova analýza
Tato analýza je založena na tom, že 80 % úloh může být ukončeno v 20 % času, který máme k dispozici. Zbývajících 20 % úloh bude trvat 80 % času. Tento princip je tak založen na rozdělení úloh do dvou skupin, kdy je doporučeno úlohám v první skupině přiřadit vyšší prioritu.
Paretův princip může být také použit k zvýšení produktivity: předpokládá se, že 80 % produktivity může být dosaženo dokončením 20 % úloh. Jestliže je cílem vyšší produktivita, pak by měla mít první skupina vyšší prioritu.